# Leichtathletik-Weltmeisterschaften 2017/Teilnehmer (Niederlande)
| Gelbes Symbol für Goldmedaillen mit stilisierten Olympischen Ringen | Graues Symbol für Silbermedaillen mit stilisierten Olympischen Ringen | Braundes Symbol für Bronzemedaillen mit stilisierten Olympischen Ringen |
| ------------------------------------------------------------------- | --------------------------------------------------------------------- | ----------------------------------------------------------------------- |
| 1                                                                   | —                                                                     | 3                                                                       |

Von den Niederlanden wurden 28 Athleten für die Leichtathletik-Weltmeisterschaften 2017 in London nominiert.

## Ergebnisse

### Frauen

#### Laufdisziplinen
| Athletin                                                                    | Disziplin    | Vorlauf      | Vorlauf | Halbfinale         | Halbfinale         | Finale             | Finale             |
| Athletin                                                                    | Disziplin    | Zeit         | Platz   | Zeit               | Platz              | Zeit               | Platz              |
| --------------------------------------------------------------------------- | ------------ | ------------ | ------- | ------------------ | ------------------ | ------------------ | ------------------ |
| Jamile Samuel                                                               | 100 m        | 11,52 s      | 32      | nicht qualifiziert | nicht qualifiziert | nicht qualifiziert | nicht qualifiziert |
| Dafne Schippers                                                             | 100 m        | 11,08 s      | 7       | 10,98 s            | 5                  | 10,96 s            | Bronze             |
| Naomi Sedney                                                                | 100 m        | 11,43 s      | 30      | nicht qualifiziert | nicht qualifiziert | nicht qualifiziert | nicht qualifiziert |
| Dafne Schippers                                                             | 200 m        | 22,64 s      | 1       | 22,49 s            | 1                  | 22,05 s SB         | Gold               |
| Lisanne de Witte                                                            | 400 m        | 52,48 s      | 30      | nicht qualifiziert | nicht qualifiziert | nicht qualifiziert | nicht qualifiziert |
| Sanne Verstegen                                                             | 800 m        | 2:01,50 min  | 17      | 2:00,92 min        | 15                 | nicht qualifiziert | nicht qualifiziert |
| Sifan Hassan                                                                | 1500 m       | 4,08 s       | 23      | 4,03 s             | 3                  | 4,03 s             | 5                  |
| Sifan Hassan                                                                | 5000 m       | 14:59,85 min | 9       |                    |                    | 14:42,73 min       | Bronze             |
| Susan Krumins                                                               | 5000 m       | 14:57,33 min | 4       |                    |                    | 14:58,33 min       | 8                  |
| Susan Krumins                                                               | 10.000 m     |              |         |                    |                    | 31:20,24 min PB    | 5                  |
| Sharona Bakker                                                              | 100 m Hürden | 13,12 s      | 23      | 13,12 s            | 22                 | nicht qualifiziert | nicht qualifiziert |
| Eefje Boons                                                                 | 100 m Hürden | 13,34 s      | 32      | nicht qualifiziert | nicht qualifiziert | nicht qualifiziert | nicht qualifiziert |
| Nadine Visser                                                               | 100 m Hürden | 12,96 s      | 13      | 12,96 s            | 6                  | 12,96 s            | 7                  |
| Tessa van Schagen Dafne Schippers Naomi Sedney Jamile Samuel Madiea Ghafoor | 4 × 100 m    | 42,64 s      | 6       |                    |                    | 43,07 s            | 8                  |
| Madiea Ghafoor Lisanne de Witte Laura de Witte Eva Hovenkamp                | 4 × 400 m    | DSQ          | DSQ     |                    |                    | –––                | –––                |

#### Sprung/Wurf
| Athletin          | Disziplin   | Qualifikation | Qualifikation | Finale  | Finale |
| Athletin          | Disziplin   | Weite         | Platz         | Weite   | Platz  |
| ----------------- | ----------- | ------------- | ------------- | ------- | ------ |
| Melissa Boekelman | Kugelstoßen | 17,88 s       | 9             | 17,73 s | 11     |

#### Siebenkampf
| Athletin        | Disziplin | 100 m Hürden | Hochsprung | Kugelstoßen | 200 m      | Weitsprung | Speerwurf   | 800 m          | Punkte  | Platz  |
| --------------- | --------- | ------------ | ---------- | ----------- | ---------- | ---------- | ----------- | -------------- | ------- | ------ |
| Nadine Broersen | Ergebnis  | 13,79 s      | 1,83 m     | 14,09 m     | 24,98 s SB | 5,95 m     | DNS         | -              | DNF     | ––     |
| Nadine Broersen | Punkte    | 1008         | 1016       | 800         | 889        | 834        | 0           | -              | DNF     | ––     |
| Anouk Vetter    | Ergebnis  | 13,31 s SB   | 1,77 m SB  | 15,09 m     | 24,36 s    | 6,32 m SB  | 58,41 m CHB | 2:19,43 min SB | 6636 NR | Bronze |
| Anouk Vetter    | Punkte    | 1078         | 941        | 867         | 946        | 949        | 1024        | 831            | 6636 NR | Bronze |
| Nadine Visser   | Ergebnis  | 12,85 s      | 1,77 m SB  | 12,96 m     | 23,73 s    | 6,30 m SB  | 42,36 m     | 2:14,74 min PB | 6370 SB | 7      |
| Nadine Visser   | Punkte    | 1147         | 941        | 725         | 1007       | 943        | 711         | 896            | 6370 SB | 7      |

### Männer

#### Laufdisziplinen
| Athlet                                                                | Disziplin | Vorlauf     | Vorlauf | Halbfinale  | Halbfinale | Finale             | Finale             |
| Athlet                                                                | Disziplin | Zeit        | Platz   | Zeit        | Platz      | Zeit               | Platz              |
| --------------------------------------------------------------------- | --------- | ----------- | ------- | ----------- | ---------- | ------------------ | ------------------ |
| Thijmen Kupers                                                        | 800 m     | 1:45,53 min | 1       | DNS         | DNS        | –––                | –––                |
| Richard Douma                                                         | 1500 m    | 3:55,36 min | 41      | 3:47,74 min | 24         | nicht qualifiziert | nicht qualifiziert |
| Giovanni Codrington Hensley Paulina Liemarvin Bonevacia Taymir Burnet | 4 × 100 m | 38,66 s SB  | 10      |             |            | ausgeschieden      | ausgeschieden      |

#### Sprung/Wurf
| Athlet      | Disziplin      | Qualifikation | Qualifikation | Finale             | Finale             |
| Athlet      | Disziplin      | Weite/Höhe    | Platz         | Weite/Höhe         | Platz              |
| ----------- | -------------- | ------------- | ------------- | ------------------ | ------------------ |
| Menno Vloon | Stabhochsprung | DNS           | DNS           | –––                | –––                |
| Erik Cadée  | Diskuswurf     | 58,90 m       | 25            | nicht qualifiziert | nicht qualifiziert |

#### Zehnkampf
| Athlet             | Disziplin | 100 m   | Weitsprung | Kugelstoßen | Hochsprung | 400 m      | 110 m Hürden | Diskuswurf | Stabhochsprung | Speerwurf | 1500 m      | Punkte | Platz |
| ------------------ | --------- | ------- | ---------- | ----------- | ---------- | ---------- | ------------ | ---------- | -------------- | --------- | ----------- | ------ | ----- |
| Pieter Braun       | Ergebnis  | 11,22 s | 6,87 m     | 15,23 m     | 1,96 m     | 48,54 s SB | 14,67 s      | 42,59 m    | 4,70 m         | 59,26 m   | 4:38,40 min | 7890   | 16    |
| Pieter Braun       | Punkte    | 812     | 854        | 758         | 740        | 883        | 890          | 717        | 819            | 727       | 690         | 7890   | 16    |
| Eelco Sintnicolaas | Ergebnis  | 10,96 s | 7,31 m     | 14,32 m     | 1,90 m     | 48,73 s    | 14,32 s      | 40,25 m    | DNS            | -         | -           | DNF    | -     |
| Eelco Sintnicolaas | Punkte    | 870     | 888        | 748         | 714        | 874        | 934          | 670        | 0              | -         | -           | DNF    | -     |